# Wien Leopoldau
Wien Leopoldau vasútállomás Ausztriában, Bécsben.

## Vasútvonalak
Az állomást az alábbi vasútvonalak érintik:
- Nordbahn
- Floridsdorfer Hochbahn

## Kapcsolódó állomások
A vasútállomáshoz az alábbi állomások vannak a legközelebb:
- Gerasdorf vasútállomás
- Wien Siemensstraße
- Wien Süßenbrunn